# Nguyễn Mạnh Hùng (đạo diễn)
Nguyễn Mạnh Hùng sinh ngày 10 tháng 01 năm 1952 là nam đạo diễn, nhà quay phim Thượng tá Quân đội nhân dân Việt Nam. Nguyên quán tại xã Hoằng Xuyên, huyện Hoằng Hóa cũ này là xã Hoằng Sơn, tỉnh Thanh Hóa. Ông được phong danh hiệu Nghệ sĩ ưu tú năm 2007.

## Tác phẩm
| Năm  | Tựa đề                        | Vai trò   | Đạo diễn       | Chú thích |
| ---- | ----------------------------- | --------- | -------------- | --------- |
| 1979 | Campuchia 3+4                 | Quay phim | Dương Minh Đẩu | [ 1 ]     |
| 1980 | Cuộc đụng đầu lịch sử         | Quay phim | Trần Việt      | [ 1 ]     |
| 1986 | Mầu xanh Trường Sa            | Quay phim | Trần Duy Hinh  | [ 1 ]     |
| 1989 | Trường Sa không xa            | Quay phim | Lê Thi         | [ 1 ]     |
| 1996 | Nước mắt nụ cười              | Quay phim | Phạm Huyên     | [ 1 ]     |
|      | Ký ức Cổ Thành                | Đạo diễn  |                | [ 1 ]     |
|      | Lặng lẽ buôn làng             | Đạo diễn  |                | [ 1 ]     |
|      | Vẫn là chiến sĩ               | Đạo diễn  |                | [ 1 ]     |
|      | Hà Giang miền cực bắc Tổ quốc | Đạo diễn  |                | [ 1 ]     |
|      | Âm vang sông Hồng             | Đạo diễn  |                | [ 1 ]     |
|      | Sông núi trên vai             | Đạo diễn  |                | [ 1 ]     |
|      | Làng ta                       | Đạo diễn  |                | [ 1 ]     |
|      | Để bình yên biển bạc          | Đạo diễn  |                | [ 1 ]     |
|      | Rừng vẫn bên anh              | Đạo diễn  |                | [ 1 ]     |